# Cirsium glabratum
Cirsium glabratum là một loài thực vật có hoa trong họ Cúc. Loài này được Kitam. mô tả khoa học đầu tiên.